# Stomiopera flava
El mielero amarillo (Stomiopera flava) es una especie de ave paseriforme de la familia Meliphagidae endémica del noreste de Australia.

## Distribición y hábitat
Se encuentra únicamente en la península del Cabo York y sus proximidades, en el noreste de Australia. Su hábitat natural son los bosques húmedos tropicales de tierras bajas y los manglares.

## Taxonomía
En el pasado el mielero de amarillo se clasificó en el género Lichenostomus, pero fue trasladado al género Stomiopera tras un análisis filogenético publicado en 2011 que demostraba que el género original era polifilético.